# 南孺子
南孺子，春秋时期鲁国人，南氏之女，季桓子之妻。
前492年（鲁哀公三年）秋，季桓子有病，命令宠臣正常说：“如果南孺子生下的孩子是男孩，就报告国君，立他为继承人；如果是女孩，立肥就可以了。”结果，季桓子死后，季孙肥即位。安葬季桓子后，季孙肥在朝廷。南孺子生了一个男孩，正常以车载着这个男孩送上朝廷，说：“桓子有遗言命令我，南氏如果生男孩，就报告国君、大夫，立他为继承人。现在继承人已经出生，谨此报告。”正常于是就逃亡到卫国去了。季孙肥请求退位，鲁哀公派共刘去调查，婴儿已经被人杀死了。于是追讨凶手。召正常，正常也不回国。